# Isla de los Pájaros (Santa Cruz)
La isla de los Pájaros es una isla marítima ubicada en dentro de la ría Deseado, en el Departamento Deseado, de la provincia de Santa Cruz, Patagonia Argentina. Se halla a aproximadamente 600 metros de la margen norte de la ría y a 1 kilómetro de la margen sur. Se encuentra a 4,5 kilómetros en línea recta de la ciudad de Puerto Deseado. 
Se trata en realidad de una pequeña isla con un largo máximo de 450 metros en sentido este-oeste, cuya ancho no supera los 220 metros. Las playas son de cantos rodados y la isla presenta una densa vegetación arbustiva de Suaeda divaricata y Atriplez sp. que utilizan varias especies de aves para nidificar.
Casi en el centro de la isla existe un sector carente de vegetación donde existe una colonia de pingüinos de Magallanes (Spheniscus magellanicus), de los cuales se han contabilizado a mediados de la década de 1990 hasta 5550 parejas reproductivas. Hay también importantes colonias de nidificación de cormorán bigúa (Phalacrocorax brasilianus), cormorán de cuello negro (Phalacrocorax magellanicus),
. Se observa en la isla además gaviotas cocineras (Larus dominicanus), escúa Parda (Catharacta antarctica) y escúa Común (Stercorarius chilensis), ostrero negro (Haematopus ater), pato vapor volador (Tachyeres patachonicus).

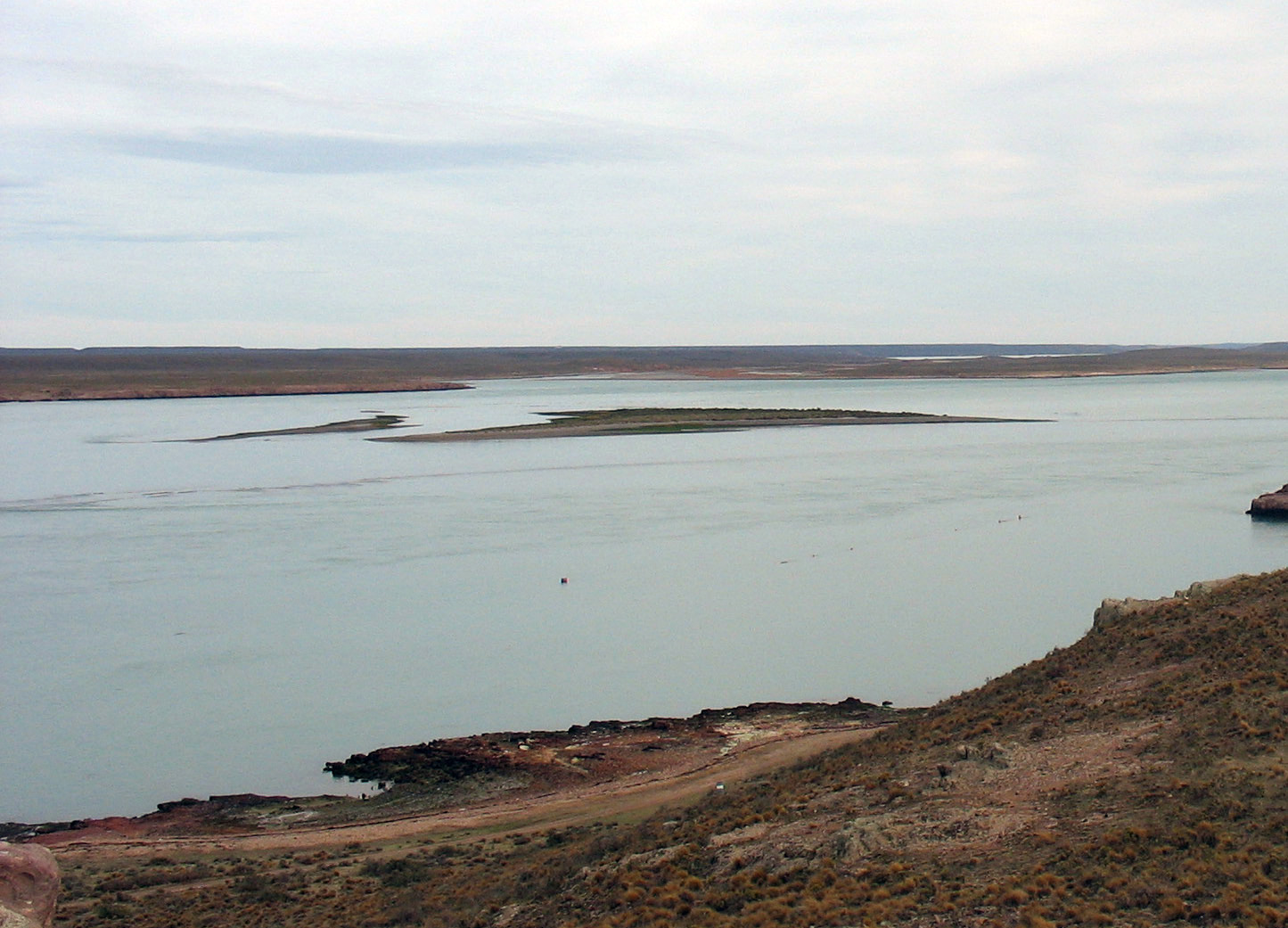
Vista desde el noreste de la isla de los Pájaros.

Esta isla es utilizada intensamente para el aviste de la avifauna de la ría Deseado. Se accede a ella por medio de pequeñas embarcaciones para evitar alterar el hábitat natural de estas especies